# André Coelho Lima
André Guimarães Coelho Lima (Guimarães, 31 de maio de 1974) é um jurista e político português.
Foi deputado à Assembleia da República na XIV legislatura (2019-2022) e na XV legislatura (2022-2024), pelo Partido Social Democrata. Desempenhou as funções de Vice-Presidente do PSD na liderança de Rui Rio. Integrou o executivo da OSCE-PA na liderança de Pia Kauma. É licenciado em Direito.

## Percurso Académico
Estudou na Escola Secundária Martins Sarmento, tendo-se licenciado em Direito na Universidade Lusíada do Porto.
Após a conclusão da licenciatura efetuou formação complementar diversa, designadamente em "Fiscalidade Empresarial" na Universidade Católica do Porto, em “Legal English for Lawyers” no Cambridge Law Studio na Universidade de Cambridge e em "Estudos Avançados de Geopolítica" na Universidade Autónoma de Lisboa em parceria com o Instituto de Defesa Nacional.

## Percurso Profissional
Exerce a profissão de advogado desde 2000.
Em 2003 fundou, com outros advogados, a CLT - Sociedade de Advogados, RL, sociedade de que é senior partner e onde exerce a sua atividade profissional principal.
No XVI Governo Constitucional exerceu as funções de Assessor Jurídico da Secretaria de Estado da Juventude - Presidência do Conselho de Ministros.

#### Dimensão associativa
Em 2007 foi Presidente do Conselho Distrital do Porto da Associação Nacional de Jovens Advogados Portugueses.

## Atividade Política
Aderiu ao Partido Social Democrata em 1998.
Colaborou com o Jornal de Notícias (2020-2022) e colabora pontualmente com o jornal Público e quinzenalmente com o jornal desportivo A Bola.

### De âmbito nacional

#### funções públicas
Deputado à Assembleia da República na XIV legislatura (2019-2022) e na XV legislatura (2022-2024).
- Eleito pela primeira vez pelo círculo eleitoral de Braga nas Eleições Legislativas de 2019, tendo encabeçado a lista apresentada pelo Partido Social Democrata naquele distrito; sendo natural de Guimarães foi o primeiro vimaranense a encabeçar a lista distrital pelo PSD. No círculo eleitoral de Braga o PSD obteve 34,08% (156.652 votos), tendo conseguido eleger 8 deputados, o mesmo número de deputados que o PS, vencedor da eleição neste círculo com 36,40% (169.468 votos).[2]
- Nas Eleições Legislativas de 2022 foi novamente eleito deputado pelo círculo eleitoral de Braga, tendo pela segunda vez sido cabeça da lista apresentada pelo Partido Social Democrata sendo, até então, o único candidato a repetir a condição de cabeça de lista por este partido, neste distrito. No círculo eleitoral de Braga o PSD obteve 34,78% (172.007 votos), tendo conseguido eleger 8 deputados. O vencedor neste círculo eleitoral foi o PS, com 42,02% (207.793 votos), elegendo 9 deputados.[3]

Membro do Conselho Superior de Segurança Interna (2020-2024), órgão interministerial de audição e consulta em matéria de segurança interna, presidido pelo Primeiro-Ministro sendo um dos três órgãos do Sistema de Segurança Interna, juntamente com o Secretário-Geral do Sistema de Segurança Interna e com o Gabinete Coordenador de Segurança
- composição do Conselho Superior de Segurança Interna (artigo 12.º da Lei de Segurança Interna)

Membro da Comissão Eventual de Revisão Constitucional da Assembleia da República (8.ª Revisão Constitucional), tendo assumido a coordenação dos deputados do PSD na Comissão de Revisão Constitucional (2023). O processo de Revisão Constitucional de 2023 foi a terceira tentativa de efetuar a 8.ª Revisão Constitucional, depois das tentativas caducadas de 2011 e 2015. Também esta revisão da Constituição da República Portuguesa foi gorada (já após a sua conclusão) por dissolução da Assembleia da República determinada pelo Decreto do Presidente da República n.º 12-A/2024.
Presidente do Grupo de Trabalho dos Metadados (Proposta de Lei n.º 11/2022 e Projetos de Lei n.os 70/2022, 79/2022 e 100/2022), constituído no âmbito e por deliberação da 1ª Comissão da Assembleia da República (2022-2023)
Membro da 1ª Comissão Parlamentar - Comissão de Assuntos Constitucionais, Direitos Liberdades e Garantias, assumindo a coordenação da área de Segurança Interna e membro da 14ª Comissão Parlamentar - Comissão de Transparência e Estatuto dos Deputados, na qual assumiu a coordenação dos deputados do PSD (2019-2022).
Membro da Delegação Portuguesa da Organização para a Segurança e Cooperação na Europa (2020-2024), delegação de que foi Vice-Presidente entre 2020 e 2022.
Presidente do Grupo Parlamentar de Amizade Portugal-Suécia (2022-2024).
Vice-Presidente do Grupo Parlamentar de Amizade Portugal-Reino Unido (2020-2024).

#### funções partidárias
Vice-Presidente da Comissão Política Nacional do PSD, em duas Comissões Políticas Nacionais presididas por Rui Rio (2020-2023) sendo, nessa qualidade, membro da Comissão Permanente do PSD. Vogal da Comissão Política Nacional do PSD, na primeira Comissão Política Nacional liderada por Rui Rio (2018-2020).
- Integrante da Comissão de Reforma do Sistema Político do PSD (2020-2023) juntamente com David Justino (coordenador), António d’Orey Capucho, Miguel Poiares Maduro e Nuno Sampaio.
- Integrante da Comissão de Revisão Constitucional do PSD (2020-2022) juntamente com Paulo Mota Pinto (coordenador), Luís Marques Guedes,Tiago Duarte, Catarina Santos Botelho e Manuel Pinto Teixeira.

Vice-Presidente da Bancada Parlamentar do PSD na Assembleia da República (2022), sendo líder da bancada Paulo Mota Pinto, como porta-voz para as questões de Segurança Interna, assumindo a coordenação do PSD na 1ª e 14ª Comissões Parlamentares.
Membro e Vice-Coordenador do Conselho Estratégico Nacional do PSD na área de Segurança Interna (2019-2023).
Conselheiro Nacional do Partido Social Democrata (2006-2024),
Membro do Conselho Geral do Instituto Francisco Sá Carneiro desde o ano 2021.

### De âmbito internacional
Membro do executivo da Organização para a Segurança e Cooperação na Europa (OSCE-PA) nas funções de Special Representative on the Conflict Cycle na presidência da Presidente Pia Kauma (2023-2024)
Observador Internacional em diversos atos eleitorais, em representação da OSCE-PA:
- Eleições dos Estados Unidos da América nas quais Joe Biden veio a ser eleito Presidente dos Estados Unidos da América (2020).
- Eleições Presidenciais na Sérvia nas quais Aleksandar Vučić foi reeleito Presidente da Sérvia (2022).
- Midterm Elections nos Estados Unidos da América (2022)
- Eleições da Turquia nas quais Recep Tayyip Erdogan foi reeleito Presidente da Turquia (2023)
- Eleições da Polónia nas quais Donald Tusk foi eleito Presidente da Polónia (2023)

### De âmbito local

#### funções públicas
Vereador na Câmara Municipal de Guimarães de 2009 a 2021.
Candidato à Presidência da Câmara Municipal de Guimarães nas Eleições Autárquicas de 2017, com José Pedro Aguiar-Branco (PSD) como candidato à Assembleia Municipal e nas Eleições Autárquicas de 2013, com Nuno Vieira e Brito (CDS) como candidato à Assembleia Municipal, em ambos os atos eleitorais pela coligação “Juntos por Guimarães” (PSD/CDS)
- Em 2017 a coligação "Juntos por Guimarães" obteve 37,91% (36.452 votos), tendo as eleições sido vencidas pelo PS com 51,52% (49.539 votos); estas eleições conduziram à reeleição de Domingos Bragança como Presidente da Câmara Municipal de Guimarães.
- Em 2013 a coligação "Juntos por Guimarães" obteve 35,61% (31.174 votos), tendo as eleições sido vencidas pelo PS com 47,61%% (41.683 votos); estas eleições determinaram a primeira eleição de Domingos Bragança como Presidente da Câmara Municipal de Guimarães.

Foi ainda membro da Assembleia Intermunicipal da Comunidade Intermunicipal do Ave em representação do Município de Guimarães (2009-2013) e membro da Assembleia Municipal de Guimarães (2000 -2009), tendo liderado o grupo municipal do PSD de 2005 a 2009. 
- Na condição de deputado municipal, em 2008 foi membro da Comissão Especializada de Educação, Cultura, Juventude, Desporto e Tempos Livres da Assembleia Municipal de Guimarães, constituída para análise da candidatura das Festas Nicolinas a Património Imaterial da Humanidade, tendo sido redator do respetivo parecer- Esta Comissão Especializada foi constituída após aprovação por unanimidade da moção que elaborou e foi apresentada pelo grupo municipal do PSD em 15.12.2005.

#### funções partidárias
Vice-Presidente da Comissão Política Distrital de Braga do PSD, presidida por José Manuel Fernandes (2014-2020)
Presidente da Comissão Política Concelhia do PSD-Guimarães (2010-2016)
Líder do grupo de lista do PSD na Assembleia Municipal de Guimarães (2005-2009)

## Atividade cultural e associativa
Presidente do Lar Beneficente de São Jorge, IPSS desde 2017.
No Vitória Sport Clube foi Presidente do Departamento de Juventude entre os anos 1993 e 1998, depois assumiu a função de Diretor de Marketing de 1998 a 2001, nas direções presididas por António Pimenta Machado. Foi mais tarde membro do Conselho Fiscal de 2004 a 2007 na Direção de Vítor Magalhães. Integrou ainda a Comissão do 75.º Aniversário do Vitória Sport Clube (1997) e a Comissão do Centenário do Vitória Sport Clube (2022).
- O Departamento de Marketing por si dirigido foi responsável pela criação do site oficial do Vitória Sport Clube, pelo registo da marca oficial para comercialização de produtos e pela abertura da primeira loja de produtos oficiais do clube.

- Na Comissão do Centenário assumiu a coordenação da equipa responsável pelo filme-documentário «100 Anos de Vitória» comemorativo do Centenário do Vitória de Guimarães

Em 1992 integrou a Comissão de Festas Nicolinas - secular organizadora das Festas Nicolinas, tradição académica vimaranense que remonta pelo menos ao ano de 1645 - tendo sido escolhido como Pregoeiro do ano 1992. Em 1995, com outros 11 antigos nicolinos, criou a Associação de Comissões de Festas Nicolinas, que seria constituída formalmente em 2001.

## Biografia
André Guimarães Coelho Lima nasceu em Selho (São Jorge), Guimarães, em 31.05.1974, sendo filho de Francisco Manuel Guimarães Coelho Lima e de Fernanda Maria de Sousa Oliveira Guimarães Coelho Lima.